# Bossoari
Bossoari, également appelé Bossori, est un village du département et la commune rurale de Kompienga, situé dans la province de la Kompienga et la région de l’Est au Burkina Faso.

## Géographie

### Démographie
- En 2006, le village comptait 714 habitants recensés[1].

## Santé et éducation
Le centre de soins le plus proche de Bossoari est le centre de santé et de promotion sociale (CSPS) de Kompienga.